# Claude Michaud
Pour les articles homonymes, voir Michaud.
Claude Michaud est un acteur canadien, né le 15 mai 1938 et mort le 21 février 2016 à Montréal (Québec).

## Biographie
Claude Michaud est connu du public pour avoir personnifié la voix d'Arthur Laroche dans la série Les Pierrafeu. Au théâtre, il a joué dans un grand nombre de comédies dont Les Gars de Jean Barbeau et Les Sunshine Boys, aux côtés de Michel Dumont. Il était aussi de l'adaptation théâtrale de Douze hommes en colère (Compagnie Jean-Duceppe, 1987).

## Filmographie

### Télévision
- 1960 - 1966 : Les Pierrafeu (The Flintstone) : voix d'Arthur Laroche (doublage Québec)
- 1967 - 1977 : Rue des Pignons : 1er mari de Sylvette Marsouin
- 1969 : La Souris verte (série télévisée) : Soleil
- 1969 : Bye Bye 1969 : Donald Lautrec
- 1970 : Maigrichon et Gras-Double (série télévisée) : Gras-Double
- 1970 : À la branche d'Olivier (série télévisée) : Alcide Guindon
- 1975 : Y'a pas de problème (série télévisée) : Ti-Georges
- 1980 : Les Brillant Eugène Gamache (série télévisée)
- 1983 : Poivre et Sel (série télévisée) : Patrick St-Amand
- 1996 : Omertà ("Omerta, la loi du silence") (série télévisée) : Georges Lemire
- 1997 : Omertà II - La loi du silence ("Omertà II - La loi du silence") (feuilleton TV) : Georges Lemire
- 1999 : Catherine (série télévisée) : Serge Beaudet

### Cinéma
- 1970 : Red : Jerome
- 1971 : Tiens-toi bien après les oreilles à Papa
- 1974 : Bingo : Fernand
- 1974 : Le Plumard en folie : Oscar, le garçon d'étage
- 1974 : Les Deux pieds dans la même bottine : Claude Latour
- 1974 : Les Aventures d'une jeune veuve : Donat
- 1976 : Parlez-nous d'amour : Benoit Marquis, l'agent
- 1977 : Panique : Paul
- 2005 : Horloge biologique : Patron de Sébastien

## Récompenses et nominations
- 2007 : prix Hommage de la Soirée des Masques, afin de souligner sa contribution majeure au théâtre d'été québécois.

## Vie personnelle
Claude Michaud a fondé le Théâtre La Relève à Michaud à Saint-Mathieu de Beloeil en 1978. Ce théâtre a été rebaptisé le Théâtre des Hirondelles. Il aussi été directeur artistique du Théâtre Saint-Sauveur.